# Rakaya Sijneh
Rakaya Sijneh (tiếng Ả Rập: ركايا سجنة) là một ngôi làng Syria nằm ở Hish Nahiyah ở huyện Maarrat al-Nu'man, Idlib. Theo Cục Thống kê Trung ương Syria (CBS), Rakaya Sijneh có dân số 2472 trong cuộc điều tra dân số năm 2004.